# 冯家崖—任家坪遗址及墓葬
冯家崖—任家坪遗址及墓葬，位于中国甘肃省陇南市武都区，为一个省级文物保护单位，类型为古遗址。
冯家崖—任家坪遗址及墓葬的历史年代为新石器时代至青铜时代。